# 官道镇 (渭南市)
官道镇，是中华人民共和国陕西省渭南市临渭区下辖的一个乡镇级行政单位。

## 行政区划
官道镇下辖以下地区：
李家村、郭家村、翁家村、南家村、友好村、冯拜村、东姜村、骆家村、武赵村、大什村、贾家村、李新村、屯南村、刘新村、小什村、新田村、南张村、腊羊村、伏家村、满寨村、屈家村、蒲家村、苏武村、赵东村、牟家村和井家村。